# Bad Soden-Salmünster (stacja kolejowa)
Bad Soden-Salmünster (niem.: Bahnhof Bad Soden-Salmünster) – stacja kolejowa w Bad Soden-Salmünster, w kraju związkowym Hesja, w Niemczech. Znajduje się na Kinzigtalbahn.

## Historia
Stacja powstała 1 lipca 1868 wraz z otwarciem odcinka Wächtersbach – Steinau (Straße) Kinzigtalbahn. Kinzigtalbahn jest częścią dawnego elektoratu Hesji lub pruskiej kolei, Frankfurt-Bebraer Eisenbahn. Pierwotna nazwa stacji brzmiała Salmünster w 1880, a następnie Salmünster-Soden (w 1914) i Salmünster-Bad Soden (1971).
Budynek dworca wpisany jest na listę zabytków Hesji.

## Infrastruktura
Stacja ma jeden peron boczny i jeden wyspowy. Główny peron (tor 1 i tor 2) obsługiwany jest wyłącznie przez regionalne pociągi ekspresowe relacji Frankfurt Hbf – Hanau Hbf – Wächtersbach – Fulda. Tor 3, który znajduje się obok peronu wyspowego, wykorzystywany jest przez pociągi Frankfurt Hbf – Hanau Hbf – Wächtersbach – Bad Soden-Salmünster.
Stacja jest obecnie obsługiwana wyłącznie przez pociągi w ruchu lokalnym i regionalnym. ICE i IC pociągi przejeżdżają bez zatrzymywania się.
| Bad Soden-Salmünster            |  |                                                                        |
| Linia Kinzigtalbahn (61,400 km) |  |                                                                        |
| Wächtersbachodległość: 6,600 km |  | Steinau (Straße) (stacja kolejowa)Steinau (Straße) odległość: 6,700 km |